# Kristof Goddaert
Kristof Goddaert (Sint-Niklaas, 21 de novembre de 1986 - Anvers, 18 de febrer de 2014) va ser un ciclista flamenc que fou professional entre el 2006 i el moment de la seva mort, el 2014. En el seu palmarès destaquen dos podis en sengles Campionats nacionals en ruta, així com una victòria d'etapa al Tour de Valònia. El 18 de febrer de 2014 va morir de resultes d'un accident mentre s'entrenava prop d'Anvers.

## Palmarès
- 2006
  - 1r a la Hasselt-Spa-Hasselt
- 2007
  - Vencedor d'una etapa al Tour d'Anvers
- 2009
  - 3r al Campionat nacional en ruta
  - 3r a la París-Brussel·les
- 2010
  - Vencedor d'una etapa al Tour de Valònia
- 2012
  - 2n al Campionat nacional en ruta